# Ángyán Béla
Ángyán Béla (Budapest, 1885. március 10. – Pécs, 1959. december 30.) magyar ügyvéd, politikus, országgyűlési képviselő, igazságügyi államtitkár. Az Erdélyi Magyar Párt, a Keresztény Kisgazda, Földműves és Polgári Párt (Egységes Párt) és a Nemzeti Egység Pártja tagja.

## Életútja
Ángyán Béla (1849–1920) kórházi főorvos, egyetemi magántanár és Zettner Aranka (1862–1940) elsőszülött fia. Testvérei: János, Géza és Aranka. Középiskolai tanulmányait a Budapesti Evangélikus Gimnáziumban végezte (1894–1902). Az érettségi megszerzését követően a Budapesti Tudományegyetemen és a Berlini Egyetemen jogot tanult. Budapesten doktorált 1911-ben, majd 1913-ban a sikeres szakvizsga után ügyvédi irodát nyitott.
1914. február 16-án Budapesten házasodott, felesége Nagy Edit volt.
Az első világháborúban főhadnagyi rangban az orosz fronton szolgált, de 1914-ben megsebesült és leszerelt.
1919 februárjában részt vett a jobboldali konzervatív Nemzeti Egyesülés Pártja megalakításában, és részt vett a keresztény-nemzeti irányzatú Magyar Asszonyok Nemzeti Szövetsége megszervezésében.
A Tanácsköztársaság idején rövid időre letartóztatták. Szabadulása után Ausztriába ment és csatlakozott Bethlen István bécsi ellenforradalmi csoportjához. Bethlen magántitkára volt. Hazatérése után Budapesten ügyvédként dolgozott.
Bethlen hatalomra kerülése után az államigazgatásban dolgozott: 1922. október 1-től a miniszterelnökség sajtóosztályát vezette, majd 1927 januárjától Bethlen 1931-es lemondásáig igazságügyminisztériumi államtitkár volt. Utóbbi tisztségében részt vett a törvényelőkészítő munkában.
1926-tól 1930-ig a békési, 1931-től 1935-ig a pápai, majd 1931-től 1935-ig ismét a békési választókerület képviselője volt az Országgyűlésben.
Élete végén Pécsett lakott, de sírja a budapesti Fiumei úti sírkertben található.

## Zeneszerzőként
Ángyán jogi és politikai munkája mellett zeneszerző is volt. Ő írta 1920-ban az MTK indulójának zenéjét, és sógora, Drasche-Lázár Alfréd, valamint Zágon István librettója alapján Délibáb hercegnő címmel háromfelvonásos operettet írt, amelyet a budapesti Blaha Lujza Színház és a varsói Theater Polski is bemutatott 1921-ben, illetve 1923-ban.